# Església Nova (Son Servera)
L'Església Nova (localment s'Eglésia Nova) és una església d'estil neogòtic inacabada situada a Son Servera, Mallorca. Fou un projecte iniciat el 1905 i suspès el 1929, obra de l'arquitecte modernista català Joan Rubió i Bellver (1870-1952), el qual llavors treballava al taller d'Antoni Gaudí i col·laborava amb ell a les obres de la Catedral de Palma. Actualment és l'edifici de major valor històric i patrimonial del municipi i l'espai sovint és utilitzat per celebrar-hi diferents esdeveniments i actes culturals com concerts, exposicions, casaments, batejos, comunions, etc.

## Història
A l'any 1902 ja va aparèixer el primer obstacle per al projecte de l'Església Nova al no poder-se comprar el solar desitjat, però el Bisbe Campins i Mossèn Alcover estaven molt interessats en dur a terme el projecte. Finalment el 1905 es va fer la compra del solar on es construiria l'església. L'antic propietari del terreny era Rafael Lledó, que va vendre'l per 950 duros. El 26 d'agost de 1905 arriben a Son Servera l'arquitecte Joan Rubió i Bellver i Mossèn Alcover amb els plànols de l'església, l'endemà el Bisbe Campins beneeix el terreny on es construirà l'església nova i es posarà la primera pedra. Les obres de construcció de l'Església Nova no van començar fins l'1 de març de 1906. Malauradament, l'any 1929 es van haver de suspendre les obres degut a problemes econòmics.
A finals de la dècada de 1960, es va començar a revaloritzar l'espai i a fer-se'n un ús pràctic. Així, l'agrupació folclòrica Sa Revetla, fundada el 18 de julio de 1964 a Son Servera, sota la direcció de Joan Font Lliteras, Bartolomé Calatayud i Margarita Nebot Vives, va ser la primera a convertir aquell espai en l'escenari de les seves actuacions. Entre els anys 1994 i 1995 s'hi va realitzar una obra de conservació i restauració a càrrec de José Manuel Dapena, una acció que es va centrar fonamentalment en la Capella Fonda (1908-09). El 2004 el periodista serverí Xisco Umbert dirigí un documental sobre la història de l'edifici, produït per TVE Baleares, en el marc de la celebració dels cent anys de l'inici de les obres, que tingué lloc l'any 2005. Els anys 2007 i 2008 s'hi van realitzar diverses obres complementàries, fetes segons els plànols originals de Joan Rubió.

## Galeria d'imatges

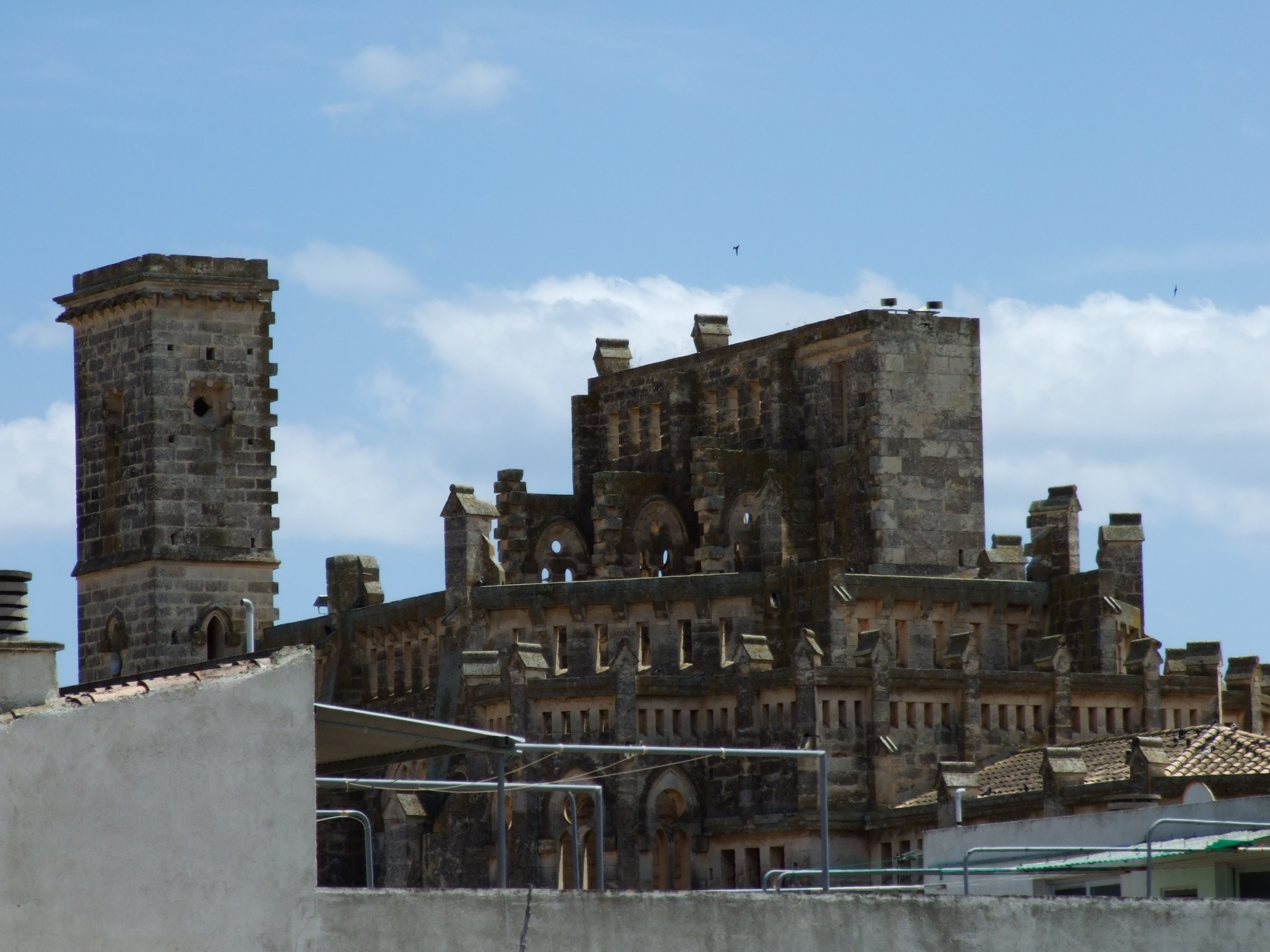
Exterior
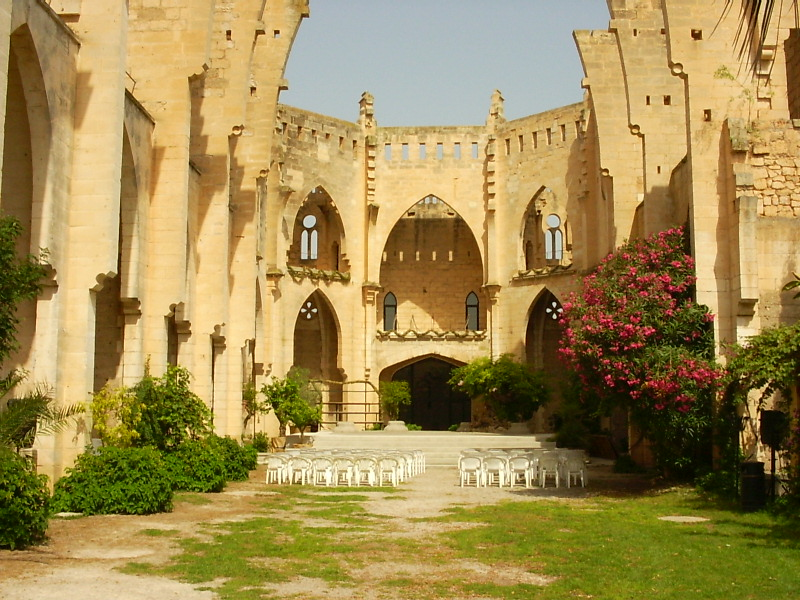
Nau central
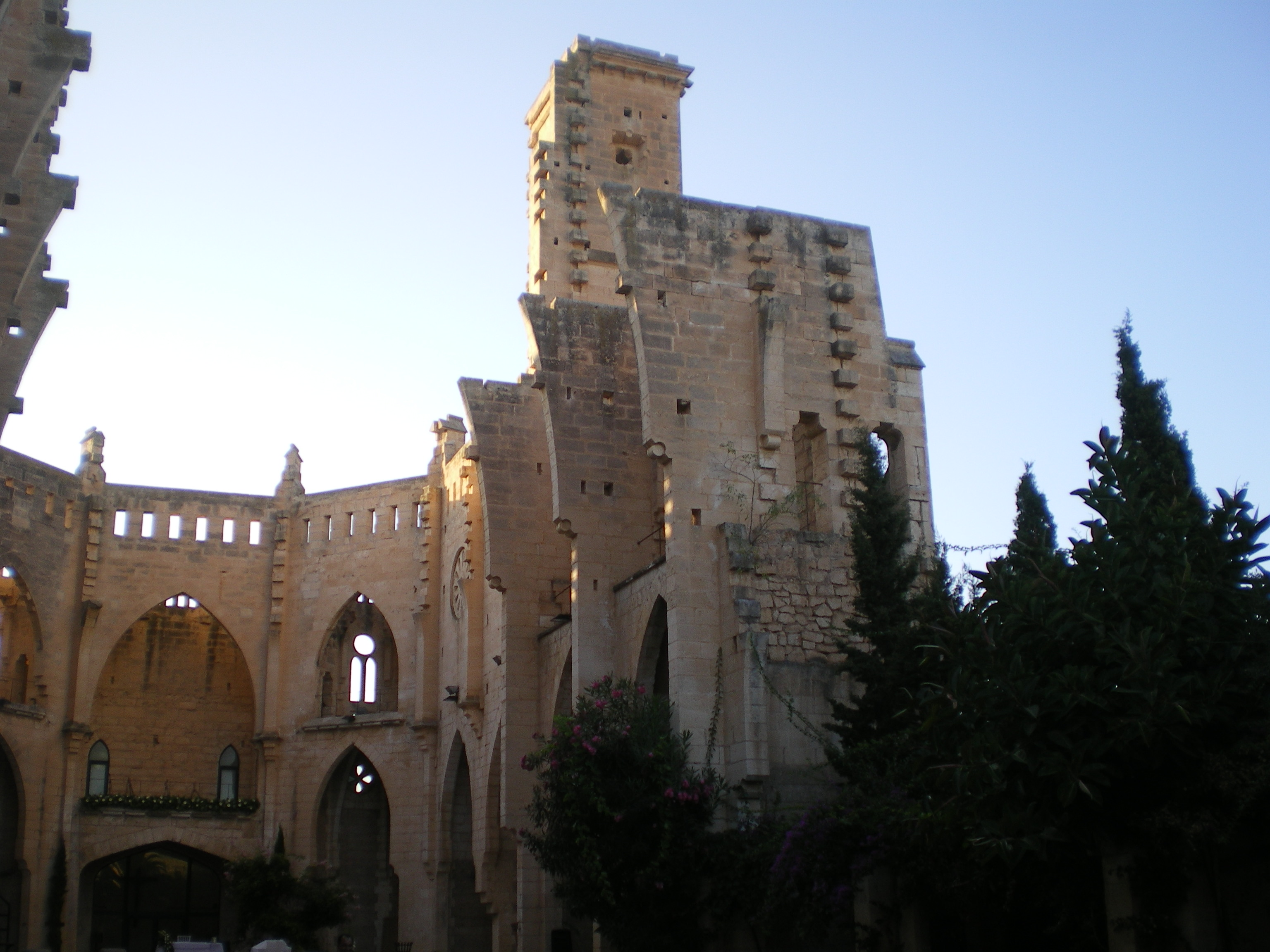
Lateral